# Erzengel-Michael-Kathedrale (Oral)

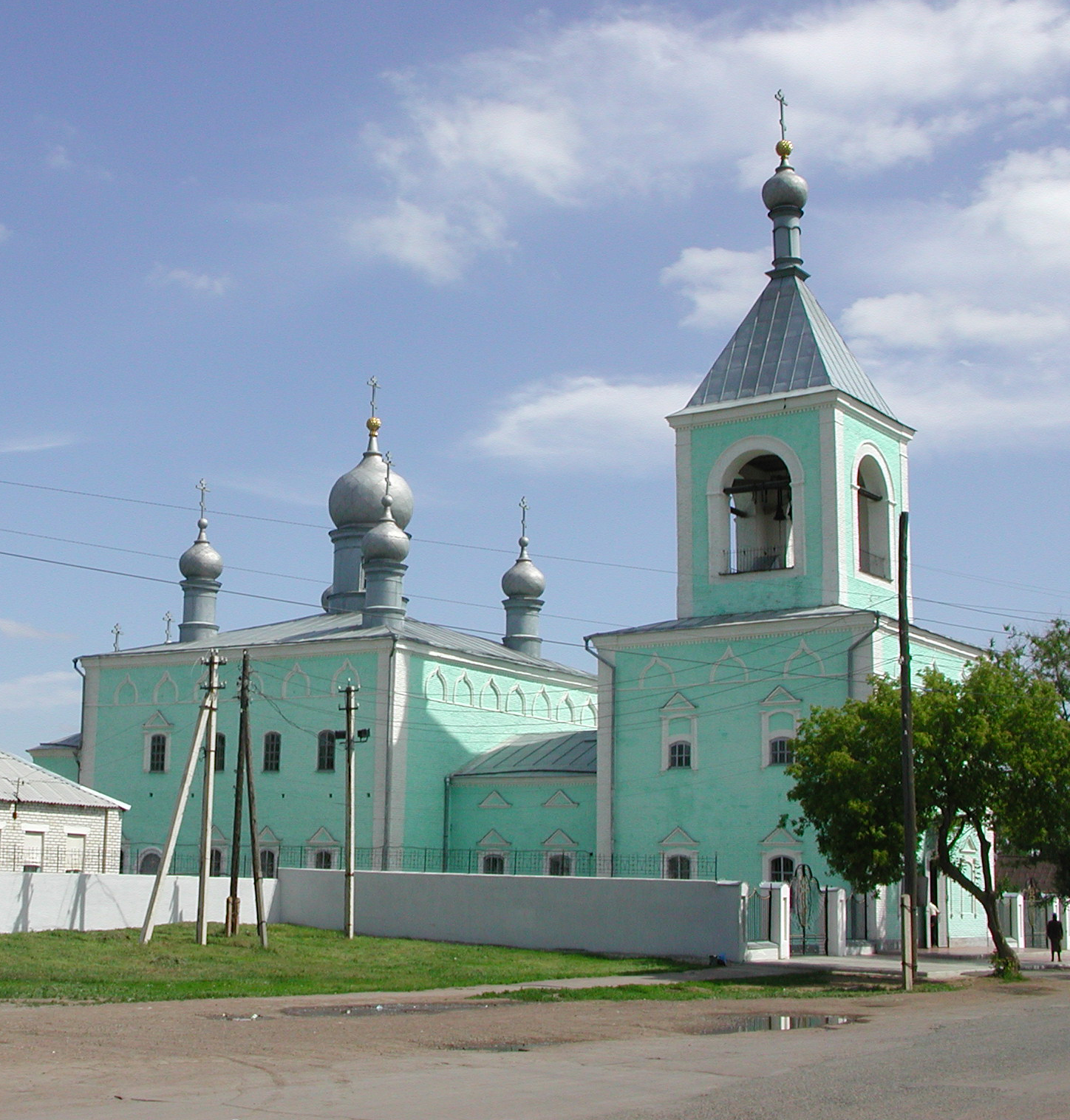
Die Erzengel-Michael-Kathedrale

Die Erzengel-Michael-Kathedrale (russisch Михайло-Архангельский собор, auch bekannt als Alte Kathedrale) ist ein russisch-orthodoxes Kirchengebäude im kasachischen Oral. Erbaut zwischen 1740 und 1751 gehört sie heute zu den ältesten erhaltenen Bauwerken der Stadt. Sie ist die Kathedrale der Eparchie Oral und Aqtöbe.

## Geschichte
Der Grundstein für das Gebäude wurde 1741 gelegt. Sie befindet sich im alten Stadtzentrum am Ufer des Flusses Ural. Der Bau wurde von Baumeistern aus Moskau geleitet, die die Kathedrale Im Stile der Mariä-Entschlafens-Kathedrale im Moskauer Kreml gestalteten. Nach der Fertigstellung 1751 wurde sie dem Erzengel Michael, dem Schutzengel der Oraler Kosaken, geweiht.
Ende des 18. Jahrhunderts begann sich das Flussbett des Ural zu verlagern. Dadurch begann das Ufer, an dem die Kathedrale stand, abgespült zu werden. Um die Küste zu befestigen, ließ der Generalgouverneur von Orenburg insgesamt 300 Eichen pflanzen. Ab der zweiten Hälfte des 19. Jahrhunderts begann sich die Stadt nach Norden hin auszudehnen und die neu erbaute Alexander-Newski-Kathedrale (in den 1930er Jahren zerstört) wurde eingeweiht. Die Zahl der Gemeindemitglieder hatte sich dadurch erheblich reduziert und Gottesdienste wurden nur noch an Feiertagen abgehalten. Westlich des Kirchengebäudes wurde 1861 ein vierstöckiger Glockenturm angebaut.
Mit zunehmender religiöser Verfolgung in der Sowjetunion wurde die Kathedrale nach der Oktoberrevolution und während des russischen Bürgerkrieges mehrmals geschlossen und wieder eröffnet und spätestens ab den 1930er Jahren diente das Gebäude als Lagerhaus. In einer der Kapellen wurde ein Museum zu Ehren von Jemeljan Iwanowitsch Pugatschow eingerichtet. 1940 wurde in der ehemaligen Kathedrale ein Museum für Atheismus eröffnet. Ab 1943 wurden in der Kathedrale dann wieder Gottesdienste abgehalten. 1961 wurde sie erneut geschlossen und stand fünf Jahre lang leer. Zwischen 1966 und 1988 befand sich in dem Bau ein regionales Heimatmuseum.
Anlässlich des 1000-jährigen Jubiläums des Tages der Taufe der Rus wandten sich 1988 die Gemeindemitglieder an das Exekutivkomitee der Stadt mit der Bitte, das Kirchengebäude wieder an die Russisch-Orthodoxe Kirche zurückzugeben. 1989 gestattete der Rat für religiöse Angelegenheiten des Ministerrates der UdSSR die Rückgabe. Im Sommer des Jahres wurde die Kathedrale erneut geweiht.
Mit der Gründung der Eparchie Uralsk und Gurjew am 30. Januar 1991 wurde sie deren Kathedrale. Zwischen 1997 und 1998 wurden umfangreiche Renovierungsarbeiten durchgeführt. Die Ikonostase wurde restauriert und es wurden Arbeiten zur Erhaltung der Fresken durchgeführt. Außerdem wurden die Kuppeln vergoldet und neue Glocken im Turm angebracht.